# Олимпийский комитет Узбекистана
Национальный олимпийский комитет Республики Узбекистан — организация, представляющая Узбекистан в международном олимпийском движении. Основан в 1992 году; зарегистрирован в МОК в 1993 году.
Штаб-квартира расположена в Ташкенте. Является членом Международного олимпийского комитета, Олимпийского совета Азии и других международных спортивных организаций. Осуществляет деятельность по развитию спорта в Узбекистане.

## Президенты НОК Узбекистана
| №  | Президенты            | Годы президентства |
| -- | --------------------- | ------------------ |
| 1  | Обид Назиров          | 1992 — 1994        |
| 2  | Сабиржан Рузиев       | 1994 — 2003        |
| 3  | Азиз Насыров          | 2003 — 2004        |
| 4  | Рустам Курбонов       | 2004 — 2009        |
| 5  | Малик Бабаев          | 2009 — 2013        |
| 6  | Мираброр Усманов      | 2013 — 2017        |
| 7  | Алишер Султанов       | 2017 — 2018        |
| 8  | Умид Ахмаджанов       | 2018 — 2019        |
| 9  | Рустам Шаабдурахманов | 2019 — 2022        |
| 10 | Шавкат Мирзиёев       | 2024 — н.в         |